# Pierożki
Pierożki [pjɛˈrɔʂki] est un village polonais de la gmina de Szudziałowo dans le powiat de Sokółka et dans la voïvodie de Podlachie. Il se situe à environ 5 kilomètres à l'est de Szudziałowo, à 20 kilomètres au sud-est de Sokółka et à 43 kilomètres au nord-est de Białystok. 